# Pfarrkirche Nußbach (Oberösterreich)

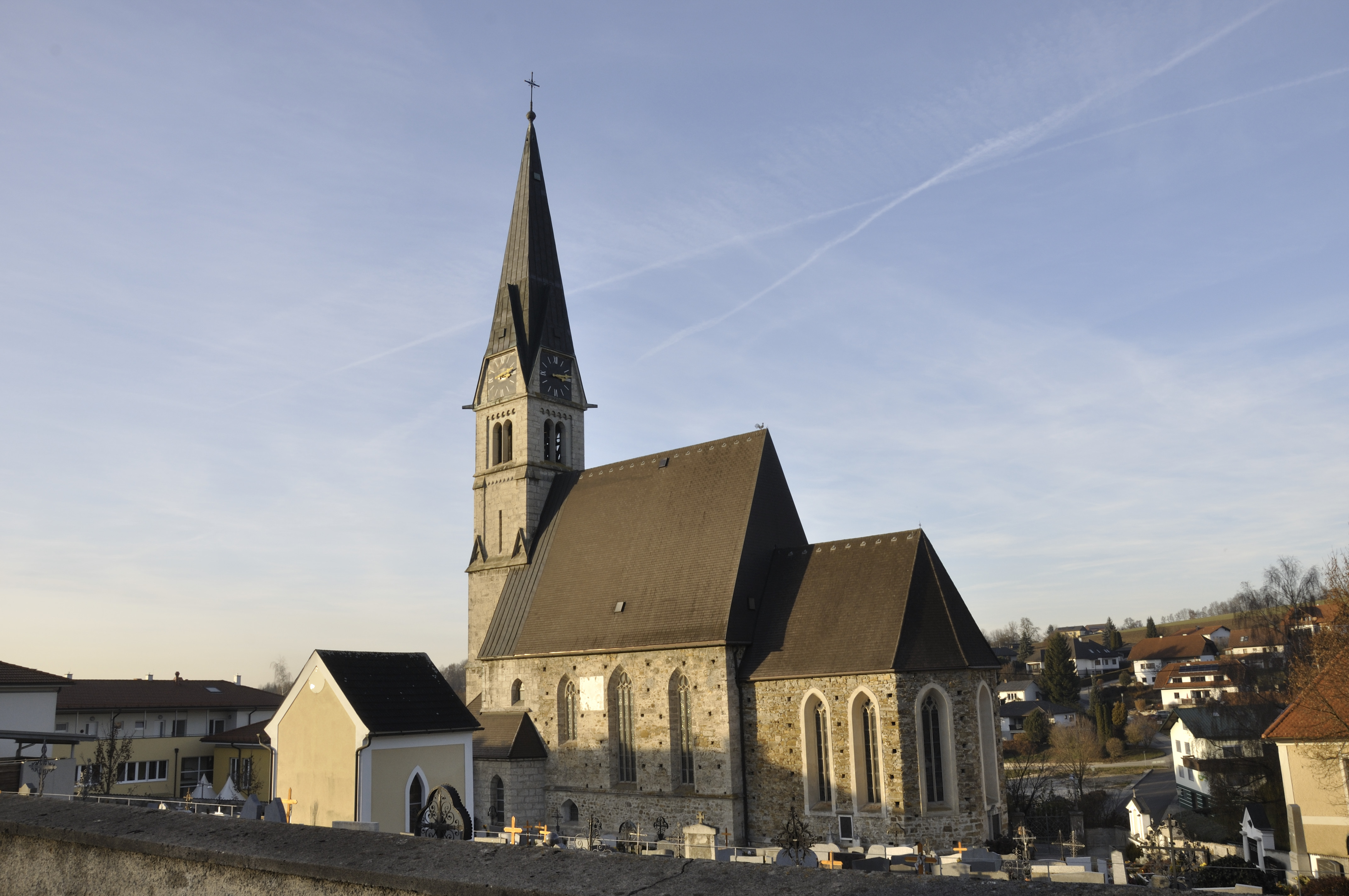
Katholische Pfarrkirche hl. Leonhard in Nußbach

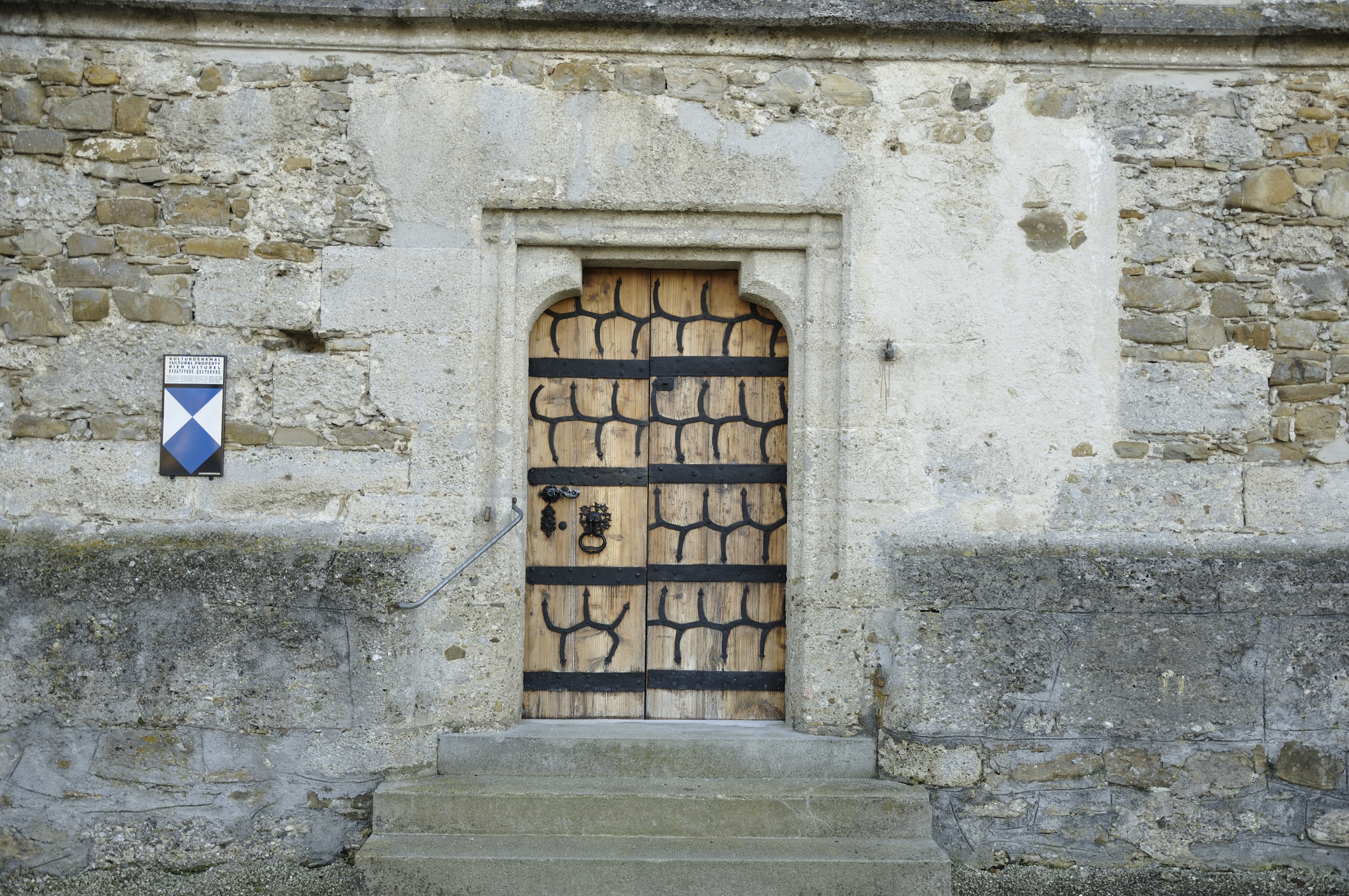
Nordportal der Kirche

Die römisch-katholische Pfarrkirche Nußbach steht in der Gemeinde Nußbach im Bezirk Kirchdorf in Oberösterreich. Sie ist dem heiligen Leonhard geweiht und gehört zum Dekanat Windischgarsten in der Diözese Linz. Das Bauwerk steht unter Denkmalschutz.

## Geschichte
Die Kirche wurde 1366 erstmals urkundlich erwähnt. Die Pfarre Nußbach entstand im Jahr 1784 durch Herauslösung aus dem Pfarrgebiet von Kirchdorf.

## Kirchenbau

### Äußeres
Der westlich anschließende Kirchturm und die Sakristei wurden in den Jahren 1900 bis 1905 erbaut. Seitlich des Kirchturmes sind zwei Kapellenanbauten. Das spätgotische Nordportal weist Stabwerk auf. Die Tür ist, genauso wie die zur Sakristei, gotisch beschlagen.

### Inneres
Die spätgotische Kirche hat ein einschiffiges Langhaus mit vier Schiffsjochen. Darüber ist ein Netzrippengewölbe in Form eines sechsteiligen Rautensterns. Der dreijochige Chor ist eingezogen und netzrippengewölbt. Er endet in einem 3/8-Schluss. An der Westseite des Kirchenschiffes befindet sich eine tiefe, gebrochene, zweijochige Empore, die auf Netzrippengewölbe ruht. Sie hat eine Maßwerkbrüstung.

### Ausstattung
Die Einrichtung ist neugotisch. Das ehemalige Hochaltarbild, das die Heilige Familie zeigt, wurde 1691 von Wenzel Thürmann gemalt. In der Südkapelle befindet sich eine figurale spätbarocke Pietà. Sie wurde möglicherweise von Johann Gregor Schwanthaler aus Gmunden geschaffen.